# Elección para gobernador de Luisiana de 2011
La elección para gobernador de Luisiana de 2011 se realizó el 22 de octubre de dicho año, así como en tres otros estados de Estados Unidos, para elegir a los responsables de la administración a nivel estatal. 

## Sistema electoral
El gobernador es elegido por sufragio universal, en un sistema de segunda vuelta. El margen para resultar electo en la primera ronda de votación es un 50% de los votos válidamente emitidos. Si ninguna candidatura logra el 50% de los votos válidamente emitidos, hay una segunda vuelta entre las dos más votadas.
Dura cuatro años en el ejercicio de sus funciones y puede ser reelegido como máximo en una ocasión.

## Resultados
Con 100 % de los votos escrutados.
|  | 65,80 % |

|  | 17,88 % |

|  | 4,89 % |

|  | 3,25 % |

|  | 2,61 % |

|  | 2,14 % |

|  | 1,22 % |

|  | 0.89 % |

|  | 0,80 % |

|  | 0,51 % |

|  | 100 % |

|  | 35,99 % |